# Union der deutschen Akademien der Wissenschaften
Die Union der deutschen Akademien der Wissenschaften (kurz Akademienunion) ist ein Zusammenschluss der acht größeren deutschen Akademien der Wissenschaften.

## Mitglieder
- Bayerische Akademie der Wissenschaften, Sitz: München
- Berlin-Brandenburgische Akademie der Wissenschaften, Sitz: Berlin und Potsdam
- Niedersächsische Akademie der Wissenschaften zu Göttingen
- Heidelberger Akademie der Wissenschaften
- Akademie der Wissenschaften und der Literatur, Sitz: Mainz
- Nordrhein-Westfälische Akademie der Wissenschaften und der Künste, Sitz: Düsseldorf
- Sächsische Akademie der Wissenschaften, Sitz: Leipzig
- Akademie der Wissenschaften in Hamburg

Die Deutsche Akademie der Naturforscher Leopoldina sowie die Deutsche Akademie der Technikwissenschaften sind keine Mitglieder.

## Geschichte
Die organisierte Zusammenarbeit zwischen den deutschen Akademien der Wissenschaften begann bereits 1893 in Leipzig mit der Gründung des Kartells durch Delegierte der Akademien der Wissenschaften zu Göttingen, München, Leipzig und Wien. 1941 wurde das Kartell von den Nationalsozialisten zwangsweise zur Reichsakademie der Deutschen Wissenschaft, dann zum Reichsverband der deutschen Akademien der Wissenschaften umgestaltet. 1946 wurde die Preußische Akademie der Wissenschaften durch die sowjetische Militäradministration als „Deutsche Akademie der Wissenschaften zu Berlin“ wiedereröffnet. 1949 gründeten die Akademien in Göttingen, München und Heidelberg die Arbeitsgemeinschaft der deutschen Akademien der Wissenschaften, die 1967 in Konferenz der deutschen Akademien der Wissenschaften umbenannt wurde.
Zum 1. Januar 1999 hat sich die Konferenz der deutschen Akademien der Wissenschaften in Union der deutschen Akademien der Wissenschaften umbenannt.

## Aufgaben
Die Union vertritt die gemeinsamen Interessen der Mitgliedsakademien mit mehr als 2000 Wissenschaftlern verschiedener Fachrichtungen. Ziel ist der wissenschaftliche Austausch, Sicherstellung der Forschungsexzellenz, Koordinierung und Durchführung gemeinsamer Forschungsvorhaben und Förderung des wissenschaftlichen Nachwuchses.
Die Union koordiniert das Akademienprogramm, das eines der größten und bedeutendsten geistes- und kulturwissenschaftlichen Forschungsprogramme Deutschlands ist. Mit einem Fördervolumen von 80 Millionen Euro umfasst es insgesamt 127 Vorhaben mit 192 Arbeitsstellen (Stand: 2025) in den Bereichen Theologie, Philosophie, Geschichte, Literatur- und Sprachwissenschaften, Kunstgeschichte und Archäologie, Inschriften- und Namensforschung, Musikwissenschaft sowie der Grundlagenforschung in den Sozial- und Kulturwissenschaften.
Die Union vertritt die einzelnen Akademien im Ausland und entsendet Vertreter in nationale und internationale Wissenschaftsorganisationen. Sie koordiniert die Forschungsvorhaben der einzelnen Akademien, führt gemeinsame Forschungsprojekte durch und vertritt ihre Mitgliedsakademien nach außen. Sie ist Mitglied der All European Academies (ALLEA), der Amaldi-Konferenz, des InterAcademy Partnership(IAP), der International Human Rights Network of Academies and Scholarly Societies (IHRN) und der Union Académique Internationale (UAI).
Zudem betreibt die Union Presse- und Öffentlichkeitsarbeit und organisiert gemeinsame Veranstaltungen über aktuelle Themen der Wissenschaft. Einmal im Jahr organisiert die Akademienunion den Akademientag, die Gemeinschaftsveranstaltung aller Mitgliedsakademien, auf dem diese ihre Forschung einer breiten Öffentlichkeit vorstellen.

## Kooperationen
Mit der Deutschen Akademie für Sprache und Dichtung beteiligt sich die Union der deutschen Akademien der Wissenschaften mit einem, in unregelmäßigen Abständen erscheinenden Bericht zur Lage der deutschen Sprache an der öffentlichen Diskussion zur Entwicklung der deutschen Sprache. Der Bericht soll wissenschaftlich fundierte Informationen zu Themen liefern, die innerhalb des öffentlichen Diskurses von besonderem Interesse sind. Der erste Bericht widmete sich dem Thema „Reichtum und Armut der deutschen Sprache“, der zweite Bericht dem Aspekt „Vielfalt und Einheit der deutschen Sprache“.
Mit der Max Weber Stiftung führt die Akademienunion die Veranstaltungsreihe Geisteswissenschaft im Dialog durch, bei der aktuelle Fragen aus Wissenschaft, Kultur und Gesellschaft diskutiert werden.
Die Union ist Mitglied im Rat für deutsche Rechtschreibung.
Seit 2007 ist die Akademienunion außerdem eine der Trägerinnen der gemeinnützigen Denkfabrik Stiftung Neue Verantwortung, die sich zum Ziel gesetzt hat, den exzellenten Nachwuchs in Deutschland zu vernetzen und zu fördern.
Die Unionsakademien beteiligen sich unter der Leitung der Deutschen Akademie der Naturforscher Leopoldina – Nationale Akademie der Wissenschaften an der wichtigen Aufgabe einer wissenschaftsbasierten Gesellschafts- und Politikberatung. In interdisziplinären Arbeitsgruppen werden von Akademiemitgliedern und weiteren Experten Stellungnahmen zu aktuellen Themen für Politik und Gesellschaft erarbeitet.

## Organisation
Präsident ist Christoph Markschies, Vizepräsidenten sind Reiner Anderl, Irene Dingel sowie Hans-Georg Kräusslich (Stand 2025).
Seit 1991 ist sie als eingetragener Verein institutionalisiert und betreibt eine Geschäftsstelle in Mainz und ein Büro in Berlin.